# Poul Hansen Skelbye
Poul Hansen Skelbye, född 1 januari 1919 i Kastrup, död 11 februari 2002 i Helsingborg, var en dansk målare och skulptör.
Han var son till läraren Johs. Hansen Skelbye och Inger Louw och gift med Tove Elise Skelbye. Under den perioden Skelbye bedrev arkitektstudier i Köpenhamn arbetade han som reklamkonstnär. Han kom mer och mer att övergå till konstnärlig verksamhet och debuterade i Kunstnernes Efteraarsudstilling i Köpenhamn 1943 som senare följdes upp med egna utställningar på olika platser i Danmark. Han bosatte sig i Malmö 1951 och debuterade med en svensk separatutställning på Galerie Metropol i Malmö 1952. Han medverkade i Limhamns konstförenings utställning Facett på Rådhushallen i Malmö och i samlingsutställningar med Skånes konstförening. Hans konst gränsar till en surrealistisk stil med figurationer av monster och avskurna torson och byster.